# Elliot Stabler
Pour les articles homonymes, voir Stabler.
Elliot Stabler est un personnage de fiction apparaissant dans deux séries télévisées de la franchise Law & Order, New York, unité spéciale et New York, crime organisé. Il est interprété par l'acteur Christopher Meloni.

## Biographie

### New York, unité spéciale
Sa coéquipière est Olivia Benson. La proximité des deux équipiers a souvent été la cause de crise au sein de son couple. Bien qu'ils soient proches, leur relation reste toujours amicale.
Il vit à Glen Oaks dans le Queens avec sa famille : sa femme Kathy, ses trois filles Maureen, qui est l'aînée, Kathleen, Elizabeth et ses fils Dickie et Elliot Junior, né sain et sauf grâce à Olivia à la suite d'un accident de voiture (épisode Accident de parcours). Il est très protecteur envers sa famille et aide chacun d'entre eux comme il le peut. D'ailleurs, lorsqu'une affaire de pédophilie éclate, il pense souvent à tuer lui-même l'auteur de ces abus. Dans un moment de faiblesse, il a failli passer le cap, ce qui aurait pu lui coûter son travail.
Il vient d'une grande famille, son père était lui aussi policier. Ces difficultés relationnelles ont été causées par les mauvais traitements que lui faisait subir ce dernier lorsqu'il n'était encore qu'un enfant. Après avoir fait des études à l'université, il intègre les Marines (le tatouage qu'il porte sur son avant-bras en est la preuve) sur les conseils d'un Marine qu'il considère comme son mentor et en l'honneur de qui il nomme son fils (Dick).
Après avoir servi dans la Guerre du Golfe, il réintègre l'université du Queens où il obtient son BA (équivalent de la licence). Comme son père à l'époque, il devient à son tour inspecteur de police.
Fervent catholique pratiquant, sa vision de la morale a parfois tendance à lui faire voir le monde en noir et blanc. Bien que cette vision s'adoucisse au fil des affaires, il reste empli de rage et de tension tant au niveau de sa vie professionnelle que personnelle : il est particulièrement affecté par les abus d'enfants et cela l'amène souvent à faire référence à ses cinq enfants dans la plupart des épisodes de la série. On s'aperçoit qu'il a peu de difficultés à les élever correctement en discutant ouvertement avec eux au lieu de les punir bêtement.
Dans l'épisode Un geste de trop (saison 5, épisode 10), il est affecté par la mort de Lucie Prichard, fille d'Evelyn, qui l'a mise dans le coma en la secouant puis décédée des suites des lésions cérébrales (syndrome du bébé secoué). En effet, cette histoire lui rappelle qu'il a frappé accidentellement sa fille aînée Maureen au visage, lorsqu'elle avait le même âge que Lucie, car cette dernière avait renversé son verre de jus de raisin sur un tapis tout neuf, alors qu'il rentrait des Marines. Il allait la frapper une seconde fois, mais s'est arrêté à temps et cette histoire le culpabilise.
Dans l’épisode L’insoutenable (saison 6, épisode 7), le capitaine Don Cragen le forcera à prendre une semaine de congés, Elliot ayant refusé de suivre une thérapie après avoir vu plusieurs corps d’enfants morts étendus sur un lit. Ce congé forcé sauvera sa place au sein de l’unité spéciale des victimes.
En 2005, ne supportant plus qu'Elliot passe plus de temps au travail qu'avec elle et les enfants, Kathy décide de quitter le domicile conjugal et emmène les quatre enfants avec elle chez sa mère. Leur mariage semble fini... Ils restent séparés et le divorce est prononcé.
Dans l'épisode Perte de contrôle (saison 7, épisode 4), après avoir corrigé un collègue et vieil ami, Peter Breslin, qui tabassait son fils Luke après son jugement, il décide d'aller voir Rebecca Hendrix, une psychiatre du bureau médico-légal et amie d'Olivia, puis décide de se confier à elle sur sa vie privée et ses difficultés relationnelles avec son père. Cette dernière l'aidera à supporter la séparation et la douleur. Dans l'épisode Cruel dilemme, Olivia & lui n'arrivent plus à travailler ensemble et cette dernière demande à son capitaine de changer de service. Il se découvre alors un nouvel équipier : Lucius Blain, inspecteur de police de l'unité spéciale pour les victimes du Queens. Après deux épisodes, Olivia revient, finalement.
Lors du premier épisode de la saison 8, Olivia & lui enquêtent sur des terroristes écologistes, avec le FBI. Elliot est blessé, tandis qu'Olivia se retrouve en immersion. À la fin de l'épisode, le FBI oblige cette dernière à travailler pour un groupuscule. Elliot est étonné qu'Olivia soit partie sans donner de nouvelles, mais le FBI a supprimé son numéro. Le capitaine Cragen lui donne une équipière provisoire :  Dani Beck, une inspecteur de police avec qui il aura une relation amoureuse de courte durée.
Après six épisodes d'absence, Olivia revient à l'unité spéciale des victimes et récupère son coéquipier.
Mais plus tard, il finira par se réconcilier avec son ex-épouse (épisode Sans demi-mesure), cette dernière tombera enceinte et mettra ensuite un cinquième enfant au monde grâce à Olivia à la suite d'un accident de voiture : Elliot Junior.
Dans l'épisode La menace du fantôme, sa fille Kathleen est arrêtée par la police pour conduite en état d'ivresse, mais se sert de sa position pour la faire libérer. Elle sera de nouveau arrêtée à la fin de l'épisode Les corrompus. Mais les choses sont loin de s'arranger, car dans l'épisode Telle mère... telle fille, Kathleen s'est introduite par effraction chez une famille en passant par une fenêtre, est surprise par le mari alors qu'elle prenait une douche et est découverte par son père à moitié nue, faisant une overdose. À l'hôpital, Kathy & lui apprennent que leur fille souffre d'un trouble bipolaire, à cause de la drogue, de l'alcool et de sa sexualité active. Ayant volé un collier au domicile de cette famille, il la leur rend, mais sa fille le découvre lors de son jugement. Se rendant compte de son état, grâce à sa grand-mère, Kathleen décide de plaider coupable, est internée en service psychiatrique et suit un traitement.
Dans l'épisode Telle est prise... (saison 10, épisode 20), Kathleen va faire la rencontre de Kim Garnet, une jeune fille qui sort avec Steve Walker, mais est envoyée en prison pour refus d'obtempérer, refusant de dénoncer son petit ami qui la frappe constamment. Sa fille va réussir à la convaincre de témoigner contre ce dernier.
C'est dans l'épisode Fin tragique (saison 12, épisode 24) qu'il fait sa dernière apparition au sein de l'unité spéciale pour les victimes. Gena Fox, la fille d'Annette Fox, une victime de viol de Luke Ronson qui a été tuée par Edouard Skinner, débarque dans l'unité avec un pistolet, tuant Luke Ronson, Edouard Skinner, tous deux coupables du viol et du meurtre de sa mère, ainsi que Sœur Pegg. Il tue accidentellement la jeune fille, en lui tirant dessus, afin de l'empêcher de tuer d'autres personnes. À la suite de cette tragique affaire, il remet sa démission au capitaine Don Cragen.

### New York, crime organisé
Dans l'épisode Tout le monde change (saison 22, épisode 9) de la série New York, unité spéciale, il effectue son retour, après dix ans d'absence, et Olivia est surprise de le revoir. Il travaille désormais dans une unité anti-terroriste à Rome, en Italie. Sa femme, Kathy, est entre la vie et la mort, car elle a été victime de l'explosion d'une voiture piégée. Les deux anciens partenaires mènent l'enquête ensemble, appréhendent le poseur de bombes, Sacha Lenski, découvrent que le véritable organisateur de cette machination n'est autre que Richard Wheatley, un multimilliardaire très intelligent, mais doté d'une cruauté sans limite. Malheureusement, Kathy meurt d'une rupture de la rate durant l'intervention chirurgicale.
Deux jours plus tard, au début du premier épisode de la nouvelle série New York, crime organisé, Elliot, touché par ce drame personnel, reprend l'enquête retirée à Olivia pour chercher qui a commandité la mort de sa femme. Mais sa hiérarchie au sein de son unité désapprouve ses méthodes. Pourtant, ses pistes semblent mener vers un des chefs de la famille Sinatra, spécialisée dans le crime organisée.
Eliott est transféré en qualité d'inspecteur-chef dans une nouvelle unité consacrée aux enquêtes sur le crime organisé pour démanteler la famille Sinatra. À ce titre, il refait équipe le temps d'une enquête avec deux de ses anciens partenaires toujours présents à l'unité spéciale, la capitaine Olivia Benson et le sergent Odafin Tutuola (incarnés par Mariska Hargitay et Ice-T, les deux derniers acteurs issus des deux premières saisons de la série).